# Matthew Laborteaux
Matthew Laborteaux (de son vrai nom Matthew Charles Labyorteaux, également crédité sous le nom de Matthew Charles en tant que doubleur), né le 8 décembre 1966 à Los Angeles en Californie, est un acteur et doubleur américain.
Il est principalement connu pour son rôle d'Albert Ingalls dans la série télévisée La Petite Maison dans la prairie.

## Biographie

### Famille et enfance
Matthew Charles Laborteaux est né le 8 décembre 1966 à Los Angeles, de parents inconnus. Il est adopté à l'âge de 10 mois par « Ron » Ronald Labyorteaux (1930-1992), architecte d'intérieur et agent artistique, et son épouse « Frankie » Frances Mae Marshall (1927-2012), actrice. Ils ont déjà un fils adoptif, Patrick Labyorteaux (1965), qui deviendra également acteur ; il a aussi une sœur adoptive plus jeune, Jane Labyorteaux.
Il est né avec un souffle au cœur. Il guérit, mais les médecins diagnostiquent Matthew comme autiste ou attardé. Ils suggèrent à ses parents de le placer en institution, ce qu'ils refusent. Ils découvrent ensuite qu'il souffre d'hypoglycémie : sa mère Frances Marshall dit : « Le sucre avait été aussi toxique pour son système que l'alcool ou la drogue. Dès que nous avons corrigé son régime, le changement a été radical et immédiat. Tous ses problèmes ont disparu. C'était incroyable ».
Il ne marche pas jusqu'à l'âge de 3 ans et ne parle pas jusqu'à l'âge de 4 ans. Sa mère Frances Marshall dit : « Quand quelqu'un essayait de le prendre, il criait et essayait de s'échapper ». Un jour, une directrice de casting demande à Frances Marshall si elle veut bien lui faire passer une audition pour une publicité. « J'étais paniquée. Il piquait une colère si quelqu'un le touchait. Mais Matthew s'est levé et l'a suivie. C'était comme si j'étais assise sur un baril de poudre en fumant une cigarette ». Sa carrière d'acteur démarre à partir de ce jour.

### Carrière
Matthew Laborteaux commence sa carrière par des publicités à l'âge de sept ans, après avoir été découvert alors qu'il accompagnait son frère aîné, Patrick Labyorteaux, lors d'un casting. Peu de temps après, il décroche son premier rôle dramatique dans le film Une femme sous influence (1974), où il interprète l'un des enfants de Peter Falk et de Gena Rowlands.
Après avoir tourné un épisode des séries The Rookies et Phyllis en 1975, Matthew Laborteaux débute dans la série La Petite Maison dans la prairie, où joue déjà son frère Patrick Labyorteaux, d'abord pour un épisode dans le rôle de Charles Ingalls enfant lors d'un flash-back (1976), puis dans le rôle d'Albert Ingalls (1978-1983), rôle qui va le faire connaître du grand public. Salué pour ses talents d'acteur, il sera nommé aux Young Artist Awards dans la catégorie Meilleur acteur dans une série télévisée (Best Young Actor in a Drama Series) en 1982 et en 1983.
En plus de son rôle dans La Petite Maison dans la prairie, Matthew Laborteaux joue également dans des séries télévisées de courte durée : La Main rouge (1977), et Les Petits Génies (1983-1984) dans le personnage de Richie Adler. Rôle pour lequel il sera à nouveau nommé aux Young Artist Awards dans la catégorie Meilleur acteur dans une série télévisée en 1983.
Il joue ensuite dans des téléfilms : son rôle le plus important est celui de Paul Conway dans L'Amie mortelle (1986) de Wes Craven, un jeune génie qui ressuscite une fille morte à l'aide d'une puce électronique.
Il fait également des apparitions dans d'autres films et séries, notamment Lou Grant, La croisière s'amuse, Simon et Simon, Histoires fantastiques, Les Routes du paradis, Hôtel, Le Cavalier solitaire et Les Dessous de Palm Beach.
En 1992, Matthew Laborteaux et son frère Patrick Labyorteaux fondent l'association the Youth Rescue Fund, une œuvre de charité qui aide les jeunes en difficulté et collecte de fonds pour des centres d'accueil pour les jeunes aux États-Unis. L'organisation n'est plus active aujourd'hui.
Depuis la fin des années 2000, Matthew Laborteaux ne tourne plus. Il travaille en tant que doubleur et acteur vocal. Il interprète des personnages dans des jeux vidéo et des dessins animés (dont le film Mulan), ou pour des dialogues additionnels dans des films et à la télévision, ainsi que des voix pour des publicités.
En mai 2014, Matthew Laborteaux fait une apparition lors du Today Show en compagnie d'autres acteurs de la série La Petite Maison dans la prairie, à l'occasion de la célébration des 40 ans de la série.

### Vie privée
Matthew Laborteaux a révélé dans l'émission Stars in the House, le 18 mars 2021, s'être marié au cours de l'année 2020 avec sa compagne Leslie.

## Filmographie

### Cinéma
- 1974 : Une femme sous influence (A Woman Under the Influence) : Angelo Longhetti
- 1978 : Le Roi des gitans (King of the Gypsies) : Middle Dave
- 1986 : L'Amie mortelle (Deadly Friend) : Paul Conway
- 1998 : Mulan : voix additionnelles
- 2006 : Everyone's Hero : voix additionnelles
- 2009 : Meilleures Ennemies (Bride Wars) : voix additionnelles
- 2011 : Yu-Gi-Oh! Réunis au-delà du temps (Yu-Gi-Oh!: Bonds Beyond Time) : Jaden Yuki
- 2013 : Le vent se lève (The Wind Rises) : voix additionnelles
- 2018 : Nouvelle Génération (Next Gen) : voix additionnelles

### Télévision

#### Téléfilms
- 1977 : A Circle of Children : Brian O'Connell
- 1977 : Tarantula: Le cargo de la mort (Tarantulas: The Deadly Cargo) : Matthew Beck
- 1978 : Killing Stone : Christopher Stone
- 1980 : Le Cauchemar aux yeux verts (The Aliens Are Coming) : Timmy Garner
- 1986 : Shattered Spirits : Ken Mollencamp
- 1991 : The Last to Go : Nathan Holover
- 1993 : Barbarians at the Gate : F. Ross Johnson adolescent

#### Séries télévisées
- 1975 : The Rookies : Jody Gifford (saison 4, épisode 1 : Lamb to the Slaughter)
- 1975 : Phyllis : enfant (épisode : There's No Business Like No Business)
- 1976-1983 : La Petite Maison dans la prairie (Little House on the Prairie) : Charles Ingalls jeune, puis Albert Ingalls (89 épisodes)
- 1976 : NBC Special Treat : Billy (épisode : Papa and Me)
- 1976 : The Practice : Pete (épisode : Judy Sinclair)
- 1976 : Doc : David (épisode : The Death of a Turtle)
- 1976 : The Bob Newhart Show : Richie (épisode : My Boy Guillermo)
- 1977 : Most Wanted : Billy Joe Nelson (épisode : The Tunnel Killer)
- 1977 : Mulligan's Stew : Duane (épisode : Biggest Mansion)
- 1977 : La Main rouge (The Red Hand Gang) : Frankie (12 épisodes)
- 1977 : Mary Hartman, Mary Hartman : Johnny Doe / enfant sauvage (23 épisodes)
- 1979 : La Petite Maison dans la prairie (Little House on the Prairie) : Albert Ingalls (épisode spécial : Little House Years)
- 1979 : Lou Grant : Mark Donner (saison 3, épisode 13 : Kids)
- 1980 : Here's Boomer : Jesse (épisode : Jailbreak)
- 1982 : La croisière s'amuse (The Love Boat) : Chip Bronson (saison 6, épisode 4 : On ne gagne pas à tous les coups (The Same Wavelength / Winning Isn't Everything / A Honeymoon for Horace))
- 1983 : La Petite Maison dans la prairie (Little House on the Prairie) : Albert Ingalls (épisode spécial : Le Chemin des souvenirs (Little House: Look Back to Yesterday))
- 1983 : Simon et Simon (Simon & Simon) : Richie Adler (saison 3, épisode 5 : Alibi volant (Fly the Alibi Skies))
- 1983-1984 : Les Petits Génies (Whiz Kids) : Richie Adler (18 épisodes)
- 1985 : Histoires fantastiques (Amazing Stories) : Andy (saison 1, épisode 7 : Programme spatial (Fine Tuning))
- 1985 : Les Routes du paradis (Highway to Heaven) : Matt Haynes (saison 1, épisode 23 : Le Bon Droit (The Right Thing))
- 1988 : Hôtel (Hotel) : Mark Daniels (épisode : Double Take)
- 1989 : Night Court : Bobby Johnson (2 épisodes)
- 1990 : Le Cavalier solitaire (Paradise) : Sam Devitt (saison 2, épisode 20 : Le Lâche (The Coward))
- 1991 : Les Dessous de Palm Beach (Silk Stalkings) : Jason Dietz (saison 1, épisode 5 : Linge très sale (Dirty Laundry))
- 1995 : Drôles de monstres (Aaahh!!! Real Monsters) : Rob / Chuck (voix) (saison 2, épisode 8 : O'Lucky Monster / Eau de Krumm)
- 2005-2006 : G.I. Joe: Sigma 6 : Scott Abernathy (voix) (7 épisodes)
- 2005-2008 : Yu-Gi-Oh! GX : Jaden Yuki (voix) (180 épisodes)
- 2007 : Winx Club : Nabu (voix) (6 épisodes)

### Jeux vidéo
- 2003-2004 : .hack : voix additionnelles
- 2006 : Thrillville : Adult Male n°1
- 2007 : Thrillville : Le Parc en folie : (Thrillville: Off the Rails) : Accountant, Adult Male n°1, annonceur, Tank Player
- 2011 : Star Wars: The Old Republic : voix additionnelles
- 2012 : Kinect Star Wars : Gold 5 / Padawan n°2
- 2017 : Yu-Gi-Oh! Duel Links : Jaden Yuki

## Nominations
- Young Artist Award 1982 du meilleur acteur dans La Petite Maison dans la prairie.
- Young Artist Award 1983 du meilleur acteur dans La Petite Maison dans la prairie.
- Young Artist Award 1983 du meilleur acteur dans Les Petits Génies.